# Lương Quy Chính
Lương Quy Chính (1825-1908) là nhân sỹ, làm quan từ thời vua Tự Đức đến vua Thành Thái, triều Nguyễn.
Lương Quy Chính tên chữ là Đoan Tiêu, hiệu Hộ Khê, sinh năm Ất Dậu (1825) tại thôn Hưng, xã Phú Khê, huyện Thần Khê, phủ Tiên Hưng (nay là thôn Hưng Đông, xã Hồng Việt, huyện Đông Hưng, tỉnh Thái Bình). Lúc 25 tuổi ông thi đỗ Cử nhân thứ 2 tại trường thi Nam Định, và chính thức nhập quan lộ ở tuổi 32.

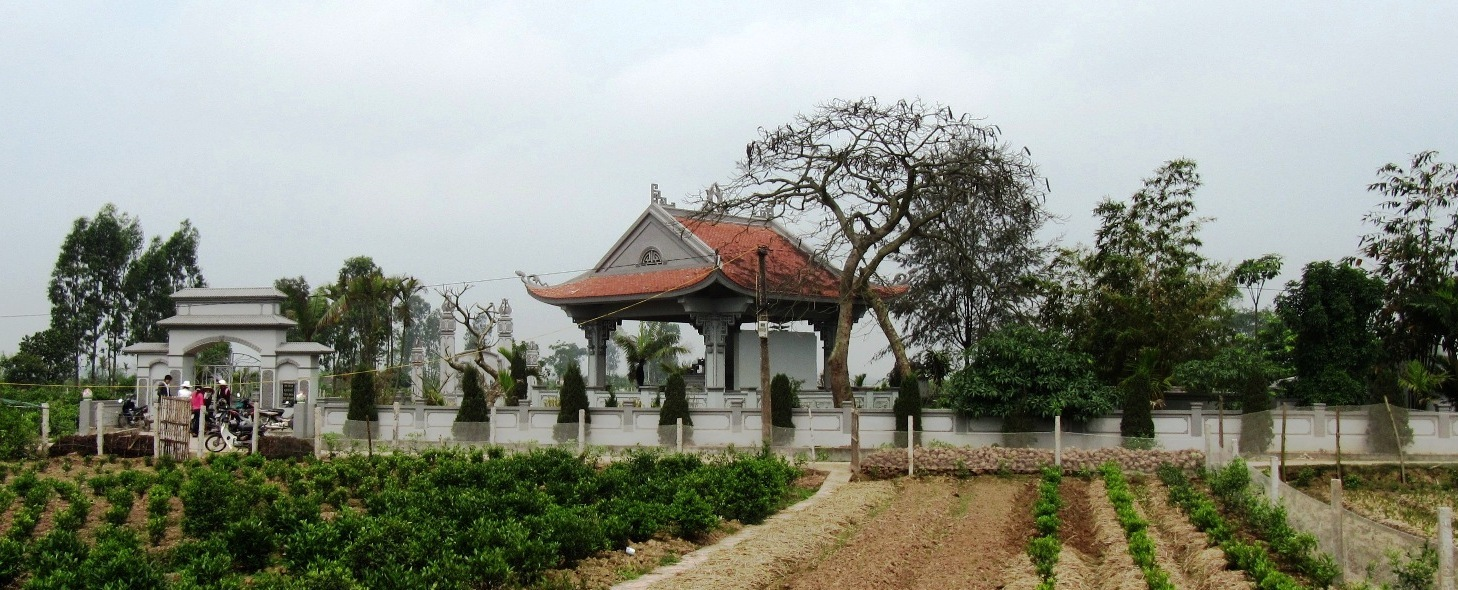
Toàn cảnh lăng ông Lương Quy Chính.

Nửa cuối thế kỷ 19 là thời kỳ phức tạp trong lịch sử Việt Nam, gắn với sự xâm lược của thực dân Pháp và sự yếu kém cuẩ triều đình nhà Nguyễn. Vì thế do tuổi đã cao ông đã cáo quan về quê. Tại quê hương ông đã tổ chức đào sông Sa Lung dẫn nước tiêu úng, làm "hoán cải đồng ruộng Thái Bình", nên được nhân dân bắc Thái Bình quý trọng.

## Hoạt động quan trường
Trải qua 40 năm quan lộ, từ chức huấn đạo huyện Thủy Đường phủ Kinh Môn (nay là Thủy Nguyên Hải Phòng), Lương Quy Chính làm tới các chức tuần phủ Lạng Sơn-Cao Bằng thời Tự Đức, tuần phủ Nghệ An (1885) thời Hàm Nghi, và cuối cùng vào thời Thành Thái đạt tới chức thượng thư bộ Hộ, kiêm quản Đô sát viện, sung cơ mật đại thần, khâm sai đại thần, trước khi về hưu ở tuổi 70.

## Hoạt động sau cáo quan

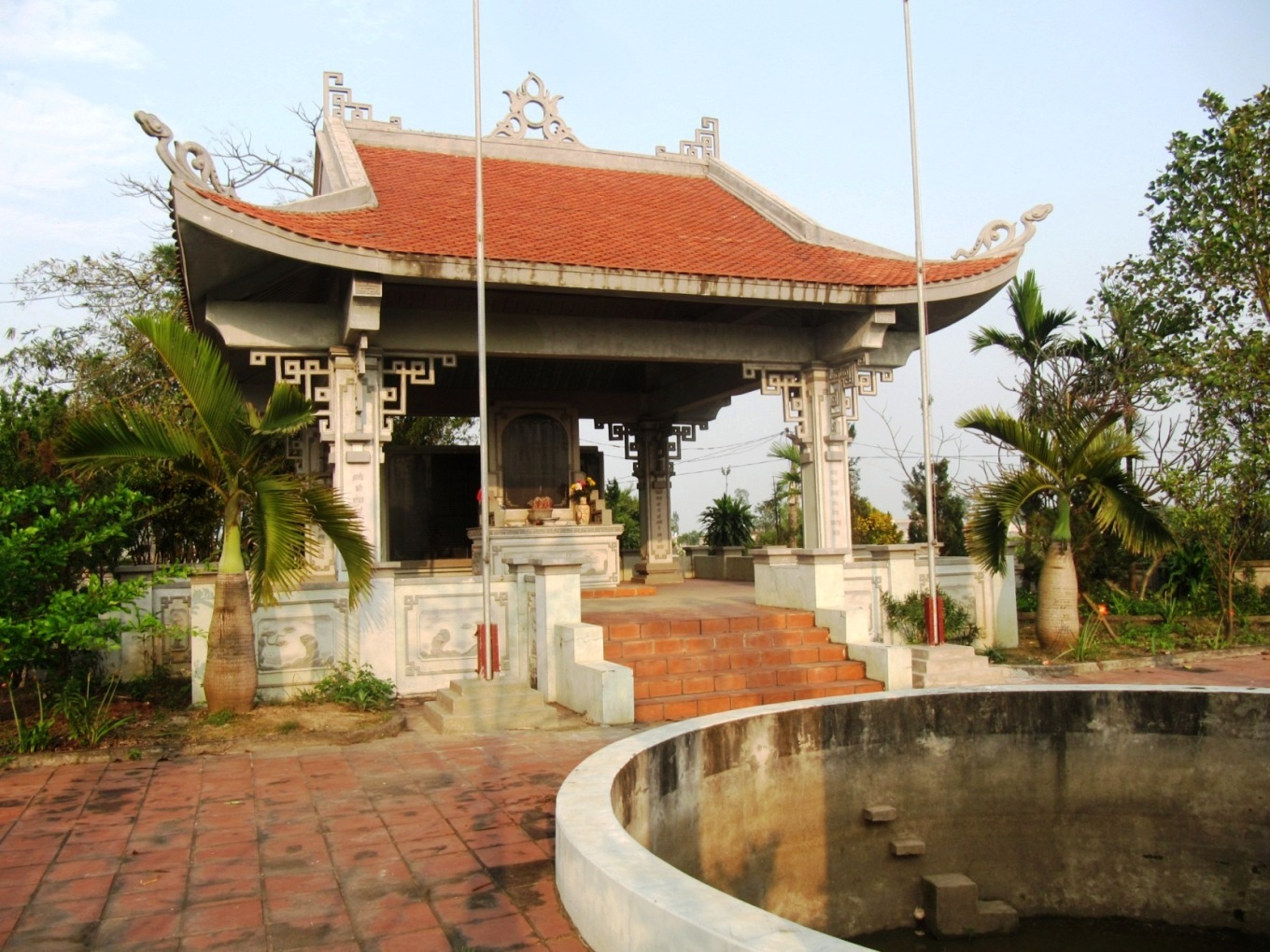
Bia thờ trong khu mộ ông Lương Quy Chính.
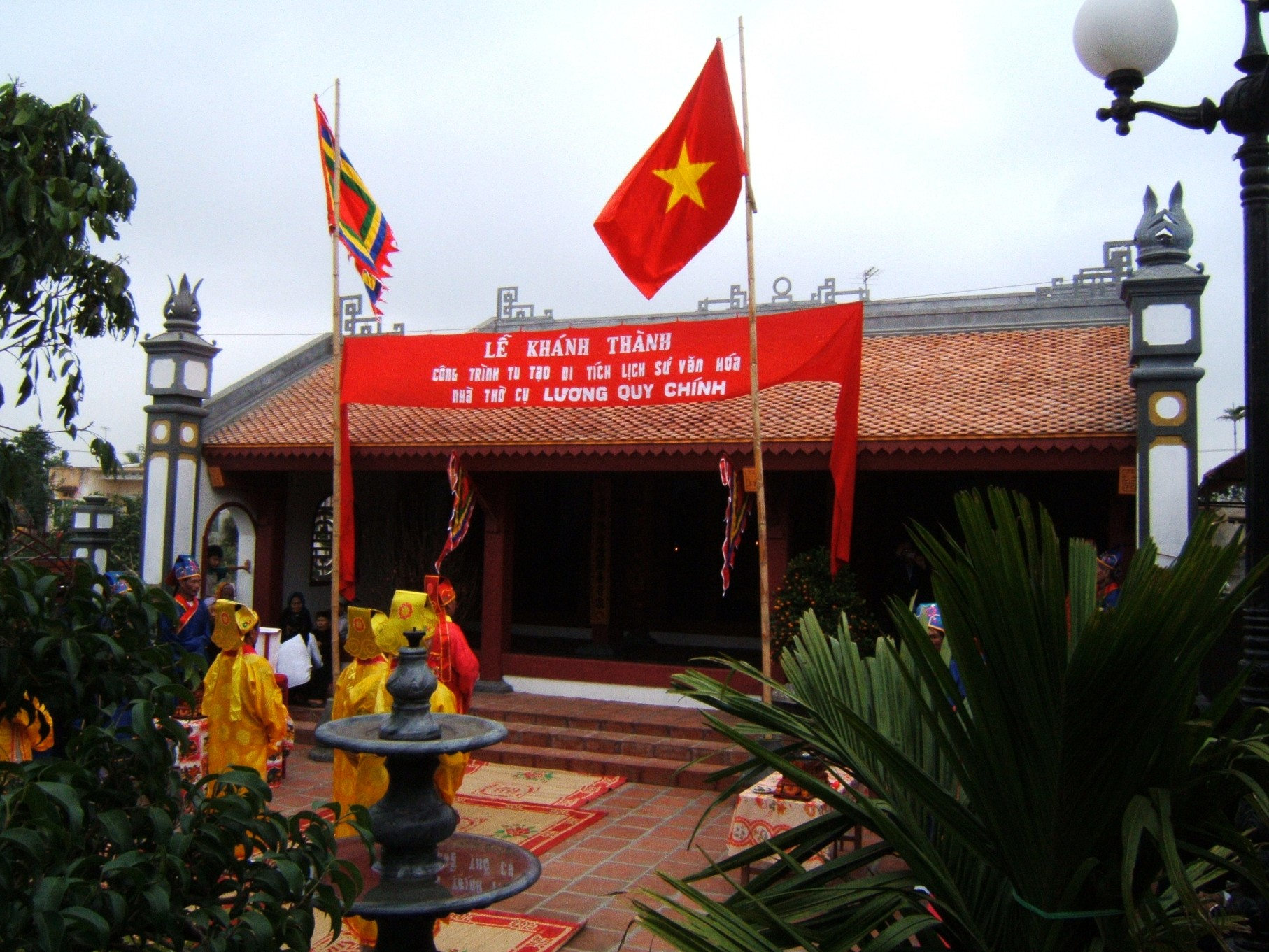
Từ đường ông Lương Quy Chính, 2006.
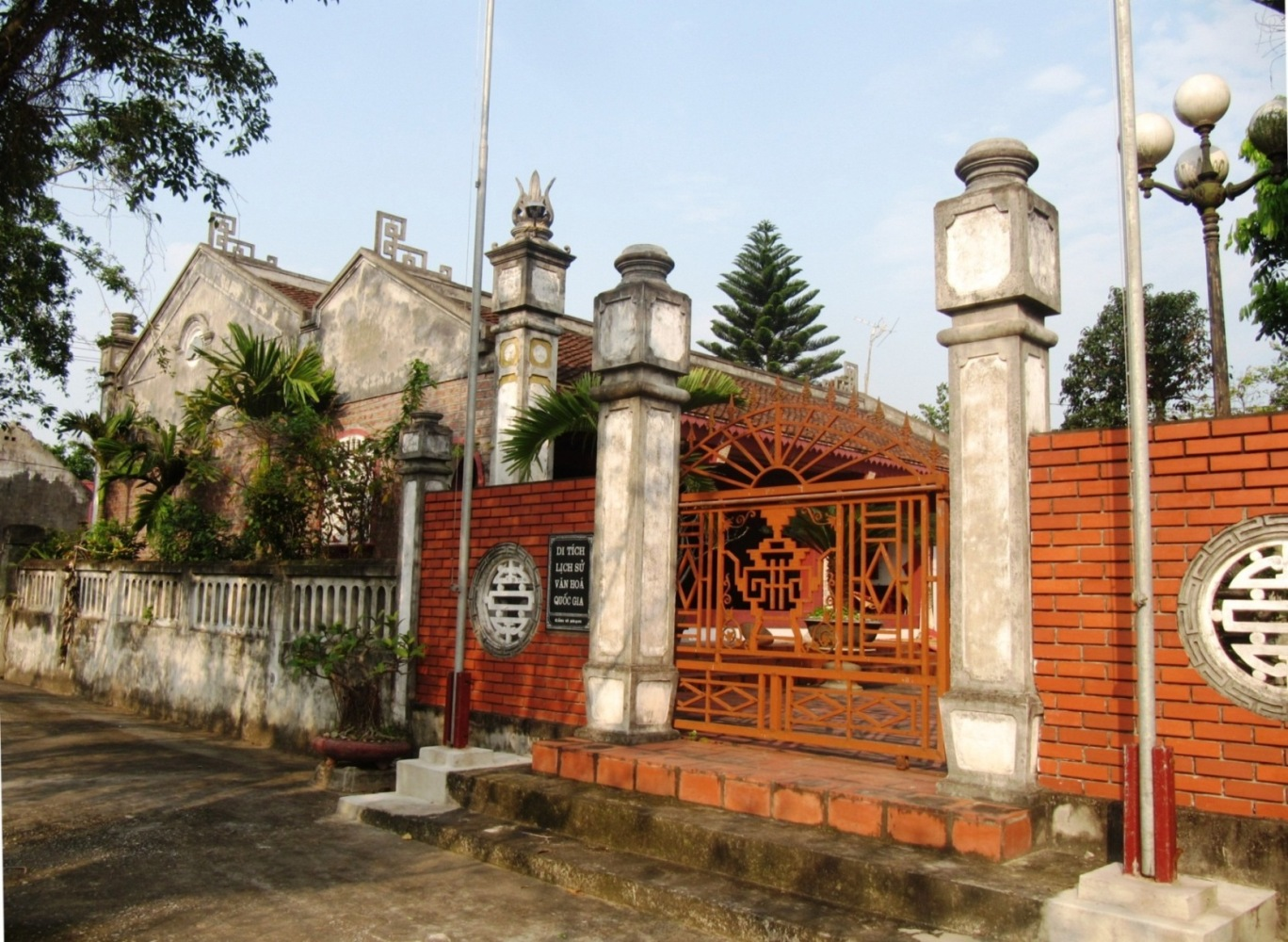
Phía ngoài Từ đường ông Lương Quy Chính, 2017.